# NGC 2667
NGC 2667 est une galaxie spirale située dans la constellation du Cancer. NGC 2667 a été découverte par l'astronome prussien Heinrich d'Arrest en 1862.

## Historique des observations
Cette galaxie a aussi été observée par l'astronome allemand Max Wolf le 13 janvier 1901 et elle a été ajoutée plus tard à l'Index Catalogue sous la désignation IC 2410. La galaxie IC 2411 voisine, quelquefois désignée comme NGC 2667B, a aussi été photographiée par Wolf le 13 janvier 1901. Heinrich d'Arrest n'avait pas vu cette galaxie dont la luminosité est plus faible.

## Caractéristiques
Sa vitesse par rapport au fond diffus cosmologique est de 4 261 ± 19 km/s, ce qui correspond à une distance de Hubble de 62,8 ± 4,4 Mpc (∼205 millions d'al).